# Женская сборная Танзании по хоккею на траве
Женская сборная Танзании по хоккею на траве — женская сборная по хоккею на траве, представляющая Танзанию на международной арене. Управляющим органом сборной выступает Ассоциация хоккея на траве Танзании (англ. Tanzania Hockey Association).
Сборная занимает (по состоянию на 6 июля 2015) 46-е место в рейтинге Международной федерации хоккея на траве (FIH).

## Результаты выступлений

### Мировая лига
- 2012/13 — не участвовали
- 2014/15 — ?? место (выбыли в 1-м раунде)

### Чемпионат Африки по хоккею на траве
- 1990—2009 — не участвовали
- 2013 — 4-е место